# Майк Джонс (арбітр)
Майкл Дж. Джонс (англ. Michael J. Jones; нар 18 квітня 1968, Честер, графство Чешир) — англійський футбольний арбітр. Обслуговував матчі Прем'єр-ліги.

## Кар'єра
Джонс був включений в список суддів, які обслуговують матчі Футбольної ліги, в 1997 році. Перший матч, який він відсудив, пройшов 9 серпня 1997 року: це була зустріч між клубами «Менсфілд Таун» і «Галл Сіті».
У 2007 році Джонс відсудив два фіналу на лондонському «Вемблі»: фінал плей-оф Другої Футбольної ліги між «Брістоль Роверз» і «Шрусбері Таун» і фінал Кубка Футбольної ліги між «Стівенідж Боро» і «Йорк Сіті».
У 2008 році був включений в «обрану групу суддів». 30 серпня 2008 року відсудив свій перший матч у Прем'єр-лізі. Це була зустріч між «Галлом» і «Віганом».
17 жовтня 2009 року Джонс обслуговував матч між «Сандерлендом» та «Ліверпулем». Перемогу у матчі здобули «чорні коти» з рахунком 1:0. Даррен Бент завдав удару по воротах «Ліверпуля», але футбольний снаряд влучив у кинутий з трибун пляжний м'яч і рикошетом від нього залетів у ворота Пепе Рейни. Арбітр зарахував гол, хоча це суперечило правилам. Примітно, що пляжний м'яч кинули з трибун уболівальники «Ліверпуля». Епізод з цим комічним голом набрав більшу популярність завдяки сервісу YouTube, а арбітр за помилку був на один тур відправлений до Чемпіоншипу.
Джонс був четвертим арбітром у фіналі Кубка Англії 2012 року, у штабі головного арбітра Філа Дауда.
Завершив кар'єру в 2018 році.